# Liste der Baudenkmäler in Bergtheim
Auf dieser Seite sind die Baudenkmäler in der unterfränkischen Gemeinde Bergtheim zusammengestellt. Diese Tabelle ist eine Teilliste der Liste der Baudenkmäler in Bayern. Grundlage ist die Bayerische Denkmalliste, die auf Basis des Bayerischen Denkmalschutzgesetzes vom 1. Oktober 1973 erstmals erstellt wurde und seither durch das Bayerische Landesamt für Denkmalpflege geführt wird. Die folgenden Angaben ersetzen nicht die rechtsverbindliche Auskunft der Denkmalschutzbehörde.
 Diese Liste gibt den Fortschreibungsstand vom 20. Juni 2021 wieder und enthält 56 Baudenkmäler.

## Baudenkmäler nach Gemeindeteilen

### Bergtheim
| Lage                                                                              | Objekt                                   | Beschreibung | Akten-Nr.              | Bild           |
| --------------------------------------------------------------------------------- | ---------------------------------------- | --- | ---------------------- | -------------- |
| Am Marktplatz 2, am Nebengebäude zur Würzburger Straße (Standort)                 | Relieftafel                              | mit Marienkrönung, in einem in die Wand eingelassenen Nischenaufsatz eines ehemaligen Prozessionsaltares, Sandstein, bezeichnet 1768 | D-6-79-117-4 Wikidata  | weitere Bilder |
| Am Marktplatz 4 (Standort)                                                        | Kreuzigungsgruppe                        | auf rekonstruierter Hoftoranlage, Kruzifix flankiert von Maria und Johannes, Sandstein, 19. Jahrhundert | D-6-79-117-55 Wikidata | weitere Bilder |
| Am Marktplatz 6 (Standort)                                                        | Katholische Pfarrkirche St. Bartholomäus | Kirchturm, ehemaliger Chorturm der 1963 in weiten Teilen erneuerten kath. Pfarrkirche St. Bartholomäus, Massivbau über quadratischem Grundriss mit Spitzhelm, Untergeschoss mittelalterlich, Obergeschosse 1604 | D-6-79-117-5 Wikidata  | weitere Bilder |
| Am Marktplatz 6, vor der Kirche (Standort)                                        | Pietà                                    | Vesperbild vor erneuertem Kruzifix, über modernem Sockel, Sandstein, bezeichnet 1853 | D-6-79-117-5 Wikidata  | weitere Bilder |
| Am Marktplatz 11 (Standort)                                                       | Prozessionsaltarrest                     | in die Mauer eingelassener Sockelrest mit Inschrift, Sandstein, wohl 1777; nicht nachqualifiziert, im Bayerischen Denkmal-Atlas nicht kartiert | D-6-79-117-6 Wikidata  | BW             |
| Am Marktplatz 13 (Standort)                                                       | Kreuzschlepper                           | Figur des kreuztragenden Christus auf Knien, Sandstein, 18. Jahrhundert | D-6-79-117-7           | weitere Bilder |
| Am Marktplatz 13 (Standort)                                                       | Wappenstein                              | | D-6-79-117-7           | BW             |
| Am Marktplatz 17 (Standort)                                                       | Ehemaliger Pfarrhof                      | Pfarrhaus, Satteldachhaus mit profilierten Fensterrahmungen, frühes 17. Jahrhundert | D-6-79-117-8 Wikidata  | weitere Bilder |
| Am Marktplatz 17 (Standort)                                                       | Ehemaliger Pfarrhof                      | Ehemalige Pfarrscheune, Fachwerkbau mit Satteldach, wohl 17./18. Jahrhundert | D-6-79-117-8 Wikidata  | weitere Bilder |
| Am Marktplatz 17 (Standort)                                                       | Ehemaliger Pfarrhof                      | Torbogen, Sandstein, wohl 17./18. Jahrhundert | D-6-79-117-8 Wikidata  | BW             |
| Auferschlag, B 19, an der Straße nach Opferbaum, ca. 800 m vor dem Ort (Standort) | Bildstock                                | kielbogiger Reliefaufsatz mit Pietà, Rückseite mit Kreuzigung, auf abgefastem Vierkantschaft über Sockel mit Inschrift, neugotisch, Sandstein, wohl 1872 | D-6-79-117-24 Wikidata | BW             |
| Dipbacher Straße (Standort)                                                       | Bildstock                                | rundbogiger Reliefaufsatz mit Kreuzigungsgruppe über Pfeiler, Sandstein, bezeichnet 1536 | D-6-79-117-18 Wikidata | weitere Bilder |
| Fährbrücker Weg, an der Straße nach Sulzwiesen, ca. 300 m vor dem Ort (Standort)  | Bildstock                                | rundbogiger Reliefaufsatz mit Kreuzigungsszene, darunter Inschriftenfeld, auf Säule über Sockel, Sandstein, bezeichnet 1690 | D-6-79-117-25 Wikidata | BW             |
| Frühlingstraße 10 (Standort)                                                      | Bildstock                                | rundbogiger Reliefaufsatz mit Kreuzigungsszene, Rückseite Christus unter dem Kreuz, auf Säule über Tischsockel, Sandstein, um 1720 | D-6-79-117-26 Wikidata | BW             |
| Frühlingstraße 10 (Standort)                                                      | Prozessionsaltar                         | baldachinartiger Nischenaufsatz, an der Rückwand mit Kreuzigungsrelief, auf Tischsockel mit Inschriftenkartusche, Sandstein, bezeichnet 1745 | D-6-79-117-9 Wikidata  | BW             |
| Nähe Frühlingstraße (Standort)                                                    | Bildstock                                | Reliefaufsatz mit Marienkrönung, Rückseite mit jüngerem Relief eines Bischofs, auf Säule über Postament, Sandstein, bezeichnet 1737 und 1949 | D-6-79-117-15 Wikidata | weitere Bilder |
| Lindenallee (Standort)                                                            | Sockelfragment                           | eines ehemaligen Prozessionsaltares, mit rocailleverzierter Inschriftenkartusche, Sandstein, bezeichnet 1753 | D-6-79-117-11 Wikidata | BW             |
| Lindenallee 8, in Bildhauerwerkstatt (Standort)                                   | Bildstockfragmente                       | auf dem Grundstück einer ehemaligen Bildhauerwerkstatt, unter anderem Bildstock, Reliefaufsatz mit Dreifaltigkeit auf nicht dazugehörigem ornamentiertem Vierkantpfeiler, 18. Jahrhundert, zwei Grabsteine, Sandstein, 2. Hälfte 19. Jahrhundert, Christuscorpus, Sandstein, 17. Jahrhundert (Original zum Wegkreuz an der Oberen Hauptstraße) sowie ein Relieffragment mit dem Schweißtuch der Hl. Veronika, Sandstein, 18. Jahrhundert | D-6-79-117-10 Wikidata | BW             |
| Nähe Lindenallee (Standort)                                                       | Friedhof                                 | ummauerte Anlage mit Grabmälern des 19. und frühen 20. Jh. | D-6-79-117-20 Wikidata | weitere Bilder |
| Nähe Lindenallee (Standort)                                                       | Friedhofskreuz                           | Kruzifix auf Tischsockel mit Inschriftenkartusche, darauf Figur der trauernden Muttergottes, Sandstein, bez. 1748 | D-6-79-117-20 Wikidata | weitere Bilder |
| Obere Hauptstraße, Ecke Veiter Weg (Standort)                                     | Wegkreuz                                 | Kruzifix auf Sockel, bezeichnet 1662 | D-6-79-117-14 Wikidata | weitere Bilder |
| Obere Hauptstraße 9 (Standort)                                                    | Immaculata                               | 18. Jahrhundert | D-6-79-117-12 Wikidata | BW             |
| Obere Hauptstraße 14 (Standort)                                                   | Heiligenfigur                            | Figurengruppe mit Darstellung der Dornenkrönung, darunter Wappenschild, auf hohem Sockel mit Inschrift, Sandstein, bezeichnet 1724 | D-6-79-117-13 Wikidata | weitere Bilder |
| Schimmelsplatz, beim Pfarrhaus (Standort)                                         | Prozessionsaltar                         | rundbogiger Nischenaufsatz mit Evangelist Johannes als Bekrönungsfigur, Rückwand mit Pietàrelief, auf Tischsockel mit Inschriftenkartusche, Sandstein, bezeichnet 1727 | D-6-79-117-1 Wikidata  | weitere Bilder |
| Untere Hauptstraße 10 (Standort)                                                  | Hausfigur                                | Immaculata auf Postament mit Puttokopf, Sandstein, 18. Jahrhundert | D-6-79-117-16 Wikidata | weitere Bilder |
| Untere Hauptstraße 33 (Standort)                                                  | Heiligenhäuschen                         | Nischenaufsatz über in die Mauer eingelassenen Tischsockel mit Inschriftenfeld, mit Pietàfigur, Sandstein, bezeichnet 1888 | D-6-79-117-17 Wikidata | BW             |
| Untere Hauptstraße 37 (Standort)                                                  | Eingangspforte                           | mit hl. Michael, wohl 19. Jahrhundert | D-6-79-117-19 Wikidata | BW             |
| Untere Hauptstraße 45 (Standort)                                                  | Prozessionsaltar                         | rundbogiger Nischenaufsatz auf erneuertem Tischsockel, Rückwand mit Relief der Vierzehn Nothelfer, Sandstein, 18. Jahrhundert | D-6-79-117-2 Wikidata  | weitere Bilder |
| Veiter Weg 3 (Standort)                                                           | Christusfigur                            | um 1500; nicht nachqualifiziert, im Bayerischen Denkmal-Atlas nicht kartiert | D-6-79-117-21 Wikidata | BW             |
| Veiter Weg 3 (Standort)                                                           | Pietà                                    | um 1680; nicht nachqualifiziert, im Bayerischen Denkmal-Atlas nicht kartiert | D-6-79-117-21 Wikidata | BW             |
| Weinberg, am Sportplatz (Standort)                                                | Bildstock                                | mit Dreifaltigkeit, bezeichnet 1771 | D-6-79-117-22 Wikidata | weitere Bilder |
| Würzburger Straße 11 (Standort)                                                   | Hofpforte                                | 1834; nicht nachqualifiziert, im Bayerischen Denkmal-Atlas nicht kartiert | D-6-79-117-23 Wikidata | BW             |
| Würzburger Straße 11 (Standort)                                                   | Tafel                                    | mit Marienkrönung, um 1700; nicht nachqualifiziert, im Bayerischen Denkmal-Atlas nicht kartiert | D-6-79-117-23 Wikidata | BW             |

### Dipbach
| Lage                                                 | Objekt                              | Beschreibung | Akten-Nr.              | Bild           |
| ---------------------------------------------------- | ----------------------------------- | --- | ---------------------- | -------------- |
| Bergtheimer Straße 5 (Standort)                      | Heiligenfigur                       | Freifigur einer Maria Immaculata auf Postament, Sandstein, bezeichnet 1773 | D-6-79-117-27 Wikidata | weitere Bilder |
| Hauptstraße 5 (Standort)                             | Kreuzschlepper                      | Figur des kreuztragenden Christus auf Knien, darunter Inschriftenfeld, auf erneuerter Säule über Postament, Sandstein, bezeichnet 1732                                           | D-6-79-117-29 Wikidata | weitere Bilder |
| Hauptstraße 11 (Standort)                            | Bildstock                           | Reliefaufsatz mit walmartiger Bedachung, Kreuzbekrönung sowie Kreuzigungsszene, auf Säule über Sockel, Sandstein, bezeichnet 1691                                                | D-6-79-117-30 Wikidata | weitere Bilder |
| Kirchplatz 2 (Standort)                              | Ehemaliges Wohnstallhaus            | eingeschossiger Frackdachbau mit Zierfachwerk, Erdgeschoss im 19. Jahrhundert erneuert, bezeichnet 1696                                                                          | D-6-79-117-31 Wikidata | weitere Bilder |
| Kirchplatz 4 (Standort)                              | Katholische Pfarrkirche St. Ägidius | Chorturmkirche, Saalbau mit eingezogenem Chor und ehemaligem Chorturm mit Spitzhelm, im Kern von 1609, im Westen um neues Langhaus und Chorraum erweitert, 1963; mit Ausstattung | D-6-79-117-32 Wikidata | weitere Bilder |
| Kirchplatz 4, an der Kirche (Standort)               | Bildstock                           | großer Reliefaufsatz mit Kreuzigungsgruppe, Rückseite mit Pietàdarstellung, auf zwei Säulen über Postamenten, Sandstein, bezeichnet 1715                                         | D-6-79-117-32 Wikidata | weitere Bilder |
| Kirchplatz 4 (Standort)                              | Kirchgadenmauern                    | spätmittelalterlich | D-6-79-117-32 Wikidata | BW             |
| Kirchplatz 5 (Standort)                              | Ehemaliges Pfarrhaus                | dann Kinderbewahranstalt, zweigeschossiger, verputzter Halbwalmdachbau, 1609–12, verändert im 18. Jahrhundert, Umbau zur Kinderbewahranstalt, 1911/13 verändert                  | D-6-79-117-56 Wikidata | weitere Bilder |
| Nähe Bergtheimer Straße (Standort)                   | Friedhof                            | Kruzifix auf Tischsockel mit Inschriftenfeld, klassizistisch, bezeichnet 1816 | D-6-79-117-28 Wikidata | weitere Bilder |
| Nähe Seeweg, Ecke Gartenstraße am „Seele“ (Standort) | St. Nepomuk-Statue                  | Figur des Hl. Johann Nepomuk auf Postament mit Inschriftenkartusche, über neuem gemauertem Sockel, Sandstein, Mitte 18. Jahrhundert                                              | D-6-79-117-33 Wikidata | weitere Bilder |

### Opferbaum
| Lage                                                                          | Objekt                                     | Beschreibung | Akten-Nr.              | Bild           |
| ----------------------------------------------------------------------------- | ------------------------------------------ | --- | ---------------------- | -------------- |
| Am Haag 6 (Standort)                                                          | Bildstock                                  | Reliefaufsatz mit Pietà, Rückseite mit Hl. Familie, auf Säule über Postament, Sandstein, bezeichnet 1711                                                                                | D-6-79-117-58 Wikidata | weitere Bilder |
| Am Haag 8 (Standort)                                                          | Hausfigur                                  | Maria Immaculatà, Sandstein, 18. Jahrhundert | D-6-79-117-34 Wikidata | weitere Bilder |
| Haag, an der Straße nach Schwanfeld, ca. 500 m vor dem Ort (Standort)         | Bildstock                                  | Christus am Kreuz, bezeichnet 1805; nicht nachqualifiziert, im Bayerischen Denkmal-Atlas nicht kartiert                                                                                 | D-6-79-117-49 Wikidata | BW             |
| Jahnstraße (Standort)                                                         | Prozessionsaltar                           | Baldachinaufsatz mit Relief des Christuskindes inmitten der 14 Nothelfer, mit Dreifaltigkeit als Bekrönungsfigur, über Tischsockel mit Inschriftenkartusche, Sandstein, bezeichnet 1754 | D-6-79-117-45 Wikidata | weitere Bilder |
| Jahnstraße 15 (Standort)                                                      | Bildstock                                  | Reliefaufsatz mit Dreifaltigkeit und Kreuzbekrönung, auf Pfeiler über Tischsockel mit Inschriftenfeld, Sandstein, bezeichnet 1924                                                       | D-6-79-117-52 Wikidata | weitere Bilder |
| Kilianstraße 3, an der Hofmauer (Standort)                                    | Reliefs                                    | Christus und Maria, 19. Jahrhundert; nicht nachqualifiziert, im Bayerischen Denkmal-Atlas nicht kartiert                                                                                | D-6-79-117-36 Wikidata | BW             |
| Lambertusweg (Standort)                                                       | Prozessionsaltar                           | baldachinbekrönter Aufsatz mit Relief einer Monstranz, auf Tischsockel, mit Inschriftenkartusche, Sandstein, bezeichnet 1680                                                            | D-6-79-117-37 Wikidata | weitere Bilder |
| Lambertusweg (Standort)                                                       | Denkmal                                    | anlässlich des Krieges von 1870/71 und des Ersten Weltkrieges 1914–18, sogenannte „Friedenseiche“ mit figuralem Relief und Inschrift, Pflanzung um 1870, Relief um 1920                 | D-6-79-117-42 Wikidata | weitere Bilder |
| Lambertusweg 2 (Standort)                                                     | Bildstock                                  | Reliefaufsatz mit Dreifaltigkeit, auf erneuertem Pfeiler über Postament mit Inschrift, Sandstein, bezeichnet 1896                                                                       | D-6-79-117-41 Wikidata | weitere Bilder |
| Marienplatz (Standort)                                                        | Kriegerdenkmal                             | für die Gefallenen von 1914–18, Skulptur eines betenden Soldaten auf hohem Postament, mit Einfriedung, Kunststein, um 1920                                                              | D-6-79-117-40 Wikidata | weitere Bilder |
| Marienplatz 5 (Standort)                                                      | Grabstein                                  | Ahnengrabstein der Gemeinde Opferbaum, neugotisch, 1. Hälfte 19. Jahrhundert; nicht nachqualifiziert, im Bayerischen Denkmal-Atlas nicht kartiert                                       | D-6-79-117-43 Wikidata | BW             |
| Marienplatz 5 (Standort)                                                      | Katholische Pfarrkirche St. Lambertus      | Saalbau mit eingezogenem Chor und nördlichem Chorturm mit Spitzhelm, Turm von 1614, Langhaus 1859                                                                                       | D-6-79-117-38 Wikidata | weitere Bilder |
| Marienplatz 5 (Standort)                                                      | Heiligenfigur                              | Skulptur einer Maria Immaculatà auf hohem Postament, Sandstein, Johann Peter Wagner, bezeichnet 1760                                                                                    | D-6-79-117-39 Wikidata | weitere Bilder |
| Ressgasse (Standort)                                                          | Kreuzschlepper                             | bezeichnet 1733; nicht nachqualifiziert, im Bayerischen Denkmal-Atlas nicht kartiert | D-6-79-117-44 Wikidata | BW             |
| Ritterstraße 23, am Kindergarten (Standort)                                   | Bildstock                                  | Reliefaufsatz mit Kreuzigungsgruppe auf Säule, Sandstein, bezeichnet 1626 | D-6-79-117-50 Wikidata | weitere Bilder |
| Nähe Rügentalweg (Standort)                                                   | Bildstock                                  | Relief mit Kreuzigungsszene und Kreuzbekrönung, auf Pfeiler über Postament mit Inschrift, Kunststein, bezeichnet 1925                                                                   | D-6-79-117-51 Wikidata | weitere Bilder |
| Schmiedsgasse 2 (Standort)                                                    | St. Nepomuk-Statue                         | Skulptur des Hl. Nepomuk auf gebauchtem Sockel, Inschriftenkartusche verwittert, Sandstein, 18. Jahrhundert                                                                             | D-6-79-117-35 Wikidata | weitere Bilder |
| Schweinfurter Straße 10 (Standort)                                            | Wirtshausschild des Gasthauses „Zum Stern“ | Biedermeierlich gerahmter Stern an geschwungenem Ausleger, Schmiedeeisen, Mitte 19. Jahrhundert                                                                                         | D-6-79-117-63          | weitere Bilder |
| Schweinfurter Straße 12 (Standort)                                            | Prozessionsaltar                           | baldachinbekrönter Aufsatz mit Relief der Dreifaltigkeit und Hl. Lucia, auf Tischsockel mit Inschriftenkartusche, Sandstein, bezeichnet 1747                                            | D-6-79-117-46 Wikidata | weitere Bilder |
| Schweinfurter Straße 15 (Standort)                                            | Pietà                                      | Skulptur eines Versperbildes auf Sockel, Sandstein, Anfang 19. Jahrhundert; Bildstock mit Kreuzigung, bezeichnet 1599                                                                   | D-6-79-117-47 Wikidata | weitere Bilder |
| Weinbergshöhe, an der Straße nach Bergtheim, ca. 200 m vor dem Ort (Standort) | Wegkreuz                                   | erneuertes Kruzifix auf barockem Tischsockel mit Inschriftenkartusche, Sandstein, bezeichnet 1759                                                                                       | D-6-79-117-53 Wikidata | weitere Bilder |
| Wenzelsgrube, am Sportplatz (Standort)                                        | Bildstock                                  | Reliefaufsatz mit Hl. Kilian und Hl.-Blut-Darstellung, auf erneuerter Säule über Postament, Sandstein, bezeichnet 1720                                                                  | D-6-79-117-48 Wikidata | weitere Bilder |

## Ehemalige Baudenkmäler
| Lage                                            | Objekt          | Beschreibung                                                                                 | Akten-Nr.              | Bild |
| ----------------------------------------------- | --------------- | -------------------------------------------------------------------------------------------- | ---------------------- | ---- |
| Opferbaum Am Haag, vor Haus Nummer 6 (Standort) | Säulenbildstock | Sandstein, mit Pietà und Hl. Familie, seitl hl. Margaretha und hl. Nikolaus, bezeichnet 1711 | D-6-79-117-57 Wikidata | BW   |